# Мужская сборная Германии по кабадди
Мужская национальная сборная Германии по кабадди — представляет Германию на международных соревнованиях по кабадди. Управляющей организацией является Ассоциация кабадди Германии (англ. German Kabaddi).

## Результаты выступлений

### Чемпионаты мира (стандартный стиль)
| Год        | Победы         | Ничьи          | Поражения      | Место          |
| ---------- | -------------- | -------------- | -------------- | -------------- |
| 2004—2007  | не участвовали | не участвовали | не участвовали | не участвовали |
| 2004       | 0              | 0              | 3              | 10             |
| 2007—н. в. | не участвовали | не участвовали | не участвовали | не участвовали |

### Чемпионаты мира (круговой стиль)
| Год       | Победы         | Ничьи          | Поражения      | Место          |
| --------- | -------------- | -------------- | -------------- | -------------- |
| 2010      | не участвовали | не участвовали | не участвовали | не участвовали |
| 2011      | 2              | 0              | 4              | 7              |
| 2012—2016 | не участвовали | не участвовали | не участвовали | не участвовали |
| 2020      | 2              | 0              | 2              | 5              |